# Атанасий I Константинополски
Атанасий I Константинополски (на латински: Athanasios I; на старогръцки: Ὅσιος Ἀθανάσιος ὁ Α’; * 1230 в Адрианопол; † 1310 в Константинопол) е патриарх на Константинопол от 1289 до 1293 г. и от 1303 до 1309 г.  Той е Светия на Православната църква. Чества се на 28 октомври.
През 1289 г. той е избран със съдействието на византийския император Андроник II Палеолог (1282 – 1328) за патриарх на Константинопол. Той ръководи реформите, което води до съпротива в клеруса. Той е против сближаването на православната църква и Римокатолическата църква. През 1293 г. той се оттегля от поста си.
През 1303 г. той отново е патриарх. През 1310 г. той трябва да напусне службата си заради силната съпротива от страна на привържениците на съюза с римо-католическата църква.